# Dee Nasty
Dee Nasty (* 1960), mit bürgerlichem Namen Daniel Bigeault, ist ein französischer Diskjockey und Rapper. Er stammt aus dem Viertel Pierre-Plate in Bagneux, einem Vorort im Süden von Paris, von wo er mit 17, bis Ende der 1970er Jahre in die USA ging.

## Künstlerische Karriere
1979, während eines Aufenthaltes in den USA, begegnete Dee Nasty den damaligen Anfängen des Hip-Hop, den Graffiti, dem Breakdance und dem skandierten Funk, wie er beispielsweise von der Sugarhill Gang dargeboten wurde.
1982 wurde er bekannt durch seine gemeinsame Arbeit mit dem Rapper Lionel D bei einem Piratensender. Ende 1984 erschien seine erste Langspielplatte, Paname city rappin, in Eigenproduktion. Es handelt sich um das erste französische Rap-Album und ein einzigartiges Zeugnis des ursprünglichen Rap in Frankreich, unter anderem mit dem Titel Metro scratchin, der charakteristisch für die Anfänge der französischen Hip-Hop-Kultur ist. Die Platte ist heutzutage kaum mehr erhältlich.
1985 wurde er einem noch größeren Publikum bekannt, indem er Hip-Hop-Treffen im Quartier de la Chapelle im 18. Arrondissement in Paris organisierte, für die er mit Flugzetteln warb, die er in die Umschläge amerikanischer Funk- und Hip-Hop-Schallplatten steckte. Bei jenen Straßenaufführungen, bei denen die fünf Kunstformen des Hip-Hop, nämlich Graffiti, Breakdance, MCing, DJing und Beatboxing dargeboten wurden, fanden auch die ersten Auftritte von Suprême NTM und Assassin statt. Er selbst gab das MCing ab 1984 auf und wandte sich vorzugsweise dem DJing zu.
Er wurde Mitglied der Zulu Nation und organisierte den ersten Teil der Frankreich-Tournee von Afrika Bambaataa mit
Grandmaster Flash und Kool Herc.
Er gab häufiger Maxi-Singles heraus, beispielsweise 1987 Deenastyle n°1 und 1989 So Funky/Bouge, jedoch nur wenige Alben. Neben den bereits genannten Gruppen machte er, durch seine Vorstellungen bei Radio Nova, auch die Gruppen Timide et sans complexe und IAM dem Publikum in Frankreich bekannt.
1999 beteiligte er sich an der Produktion des Albums Double H DJ Crew des DJ Cut Killer.
Derzeit (2010) arbeitet Dee Nasty mit der Gruppe URBAN SWING SOUND SYSTEM zusammen. Dort begleitet er mit seinen Scratches die Stimmen dreier Sängerinnen und ein Ensemble unterschiedlicher Instrumente wie Bass, E-Gitarre und Synthesizer, wobei er Stilelemente verschiedener Musikrichtungen wie Hip-Hop und Jazz miteinander vermischt.

## Diskografie
- Paname City rappin'  (1984)
- Dee Nasty (1991), Doppelalbum
- Le deenastyle (1994)
- D & D groove factory (2000)
- Nastyness (2001)
- Battle Breaks 82'-84'  (2001)
- Underground forever (2004)
- System Dee (2009)